# 파일럿 (드라마)
《파일럿》(Pilot)은 1993년 9월 13일부터 1993년 11월 2일까지 방영된 문화방송 월화 미니시리즈이며, 대한민국 최초의 항공분야 드라마이다.

## 소개
한국항공대학교 항공운항학과 학생 강민기, 박상현, 이윤철 등 친구 3인방이 주인공으로, 주요 줄거리로는 이들의 캠퍼스 생활부터 졸업 후 대한항공에 입사해 꿈을 이루기까지의 도전과 사랑으로, 다양한 인간 군상의 모습을 담았다. 주축이 되는 세 인물의 대학시절부터 20대 후반과 30대 초반을 다양하게 보여주었다. 국내 제작 드라마 사상 최초로 유일무이하게 항공 분야를 다룬 드라마로서 항공기 조종사라는 이색적인 직업을 다루는 장르물이므로, 46.2%의 압도적인 시청률을 기록하는 기염을 토하면서, 수 많은 시청자들의 큰 반향을 불러 일으켰다. 이 드라마로 인하여 많은 사람들이 항공기와 항공기 조종사(파일럿)에 관심이 많아졌고 그로 인해 항공대 지원 입시 경쟁률이 폭발적으로 높은 점이 가장 큰 성공 요인으로 분석된다.
항공업계에 대한 고증도 좋은 편이고 항공관련 정보들을 상세히 표현해 누리꾼들에게 국내 제작 드라마 중 유일무이한 웰메이드 항공 드라마로 인정받고 있다. 드라마 전반적으로 쓸데없는 설정은 최대한 자제하고 주인공들의 무대인 항공업계의 사실적 고증에 주력하며, 스토리 또한 건전하고 진취적인 분위기로 이끌어간 덕분에 많은 사람들이 항공기와 조종사에 관심을 가지게 되는 긍정적인 효과를 낳았다. 이 작품의 인기로 방영한 그 해 한국항공대학교 입시 경쟁률이 올라가기도 했다. 고증 오류와 완성도 부족 등으로 누리꾼들에게 많은 비판을 받은 SBS 드라마 부탁해요 캡틴과는 상반되는 부분이다.
항공업계 고증이나 항공정보들이 잘 표현될 수 있었던 건 대한항공에서 전폭적으로 드라마를 협찬한 영향이 크다. 덕분에 극 중 항공사 명칭도 대한항공 그대로 사용하며, 산하 재단인 한국항공대학교도 초반에 비중있게 등장한다. 모든 비행 관련 장면은 대한항공이 보유한 실제기종이나 조종 시뮬레이터에서 촬영했으며, 당시에는 드문 미국과 프랑스 올로케이션 촬영도 기획하여 보잉, 에어버스 등의 세계 유수 항공기 제작업체의 현지 공장 촬영도 진행하였다.

## 출연

### 주요 인물
- 최수종 : 한국항공대학교 항공운항학과 학생 → 대한항공 부기장 강민기
- 채시라 : 에어버스 수석 실내디자이너 노혜란
- 김혜수 : 대한항공 운항관리담당 직원 이지원
- 이재룡 : 한국항공대학교 항공운항학과 학생 → 대한항공 엔지니어 부서 직원 이윤철
- 한석규 : 한국항공대학교 항공운항학과 학생 → 대한항공 부기장 → 제주 비행훈련원 교관 박상현

### 주변 인물
- 김기현 : 한국항공대학교 항공운항학과 박교수 역
- 한인수 : 대한항공 남영수 기장 역
- 이영후 : 공군사관학교 → 대한민국 공군 맥도넬더글러스 F-4 팬텀 전투기 조종사 → 대한항공 기장 고영환 역
- 김형일 : 공군사관학교 → 공군 F-5 타이거2 전투기 조종사 → 대한항공 부기장 → 대한항공 기장 차영규 역
- 정명환 : 대한항공 항공기관사 김광수 역
- 심양홍 : 대한항공 기술연구원장 역
- 이경실 : 대한항공 사무장 우미숙 역
- 음정희 : 대한항공 객실 승무원(스튜어디스) 한유리 역
- 신은경 : 대한항공 객실 승무원 → 사무장 도진숙 역
- 김동주 : 조종사 전용 휴게 스낵바 및 잡화점 주인 역
- 고창현 : 박상현 동생 박상호 역
- 김진해 : 제주도 한 시골 마을의 회산병원을 운영하는 강민기의 할아버지 역

### 그 외 인물
- 김호영 : 대한항공 B727 기장 역 (김포 - 제주)
- 문회원 : 대한항공 B727 기장 역 (김포 - 오까야마)
- 이묵원 : 대한항공 B727 박평석 기장 역 (김포 - 삿포로)
- 박병훈 : 대한항공 B727 부기장 역 (김포 - 삿포로)
- 전운 : 대한항공 부사장 역
- 신국 : 대한항공 한명구 사무장 역 (김포 - 삿포로)
- 조민기 : 대한항공 객실 승무원(스튜어드) 역
- 최종환 : 대한항공 객실 승무원 역
- 홍순창 : 대한항공 정비부 주임 역
- 최병학 : 대한항공 보잉727실장 역
- 이병식 : 대한항공 항공운항교관(이론) 역
- 차인표 : 대한항공 항공기 정비사(신임)역
- 이동신 : 대한항공 고영환 기장의 공군 파일럿 복무시절 /강민기 아버지역
- 박영지 : 한국항공대학교 항공운항학과 교수 역
- 이창환 : 특전사령부 특전교육단 교육중대장 역
- 박정수 : 일본 오카야마현 구라시키시에 위치한 한 유치원 원장/강민기의 어머니 윤미자 역(재일교포)
- 정승현 : 노혜란의 아버지 역
- 선우용여 : 노혜란의 어머니 역
- 이미경 : 노혜란의 직장(대한항공)선배
- 신충식 : 대한항공 제주비행훈련원(정석비행장) 원장
- 박종관 : 한국항공대학교 교수 역
- 박영태 : 한국항공대학교 교수 역
- 이대원 : 강민기 아역
- 최범호 :

### 특별출연
- 조양호 : 대한항공 사장 역
- 윤상 : 클레이 사격장 이용객 역
- 설운도 : 비행기 탑승자역

조혜수 ㅡ 여배우
이진선 ㅡ 스튜어디스

### 외국인 출연 배우
- Natalie Eyestone
- Brad Nieleis
- Enn Brown
- Wes Taylor
- R.Douglas Deaton

## 제작진
- 보조출연 : 한국예술, MTM
- 협찬 : 대한항공, 에어버스사, 보잉사
- 촬영협조 : 한국공항공단, 서울지방항공청, 국방부, 육군 8655부대, 공군 3726·3591부대
- 특수촬영 : 특촬연구소(일본)
- 기획 : 이병훈
- 극본 : 이순자, 이선미
- 비행관련자문 : 남월용
- 작곡 : 윤상
- 미술제작 : MBC 미술센터
- 촬영 : 한숙동, 윤영환
- 촬영보 : 박정규,홍명보
- 조명 : 이장근, 함형석
- 조명보 : 황명호, 고낙선, 최성학
- 기술감독 : 박진석, 이경환
- 미국 코디네이터 : 이남식, 애나리
- 진행 : 조수원
- 진행보 : 김성우, 송영택
- 행정 : 김대관
- 편집 : 황금봉
- 조연출 : 박성수
- 연출 : 이승렬

## 회차 목록
|  | 부제 표기는 방영 당시 표기된 것을 따랐으며(한글, 영문 동일), 대부분 영문 표기가 따로 나오지 않았다. |

| 1993년 | 1993년                    | 1993년    |
| 화수   | 부제 (서브 타이틀)        | 방송 일자 |
| ------ | ------------------------- | --------- |
| 제1부  | 단독비행(Solo Flight)     | 9월 13일  |
| 제2부  | 하늘에의 약속             | 9월 14일  |
| 제3부  | 잃어버린 날개             | 9월 20일  |
| 제4부  | 다시찾은 하늘             | 9월 21일  |
| 제5부  | 신참훈련                  | 9월 27일  |
| 제6부  | 전설의 조종사             | 9월 28일  |
| 제7부  | 첫 노선비행(ROUTE FLIGHT) | 10월 4일  |
| 제8부  | B플러스, B마이너스        | 10월 5일  |
| 제9부  | 해후                      | 10월 11일 |
| 제10부 | 북극노선                  | 10월 12일 |
| 제11부 | 시차의 저쪽               | 10월 18일 |
| 제12부 | 시련                      | 10월 19일 |
| 제13부 | 또 하나의 길              | 10월 25일 |
| 제14부 | 고별비행(Last Flight)     | 10월 26일 |
| 제15부 | 처녀비행(Virgin Flight)   | 11월 1일  |
| 제16부 | 이륙(TAKE OFF) (최종회)   | 11월 2일  |

## 항공기 기종
- 극 중에서 등장하는 여객기 모델은 에어버스 A300, 보잉 727, 보잉 B747-400 기종이었다.
- 공군 수송기 모델은 록히드 C-130 허큘리스 기종이었다.
- 공군 전투기 모델은 맥도넬더글러스 F-4 팬텀, 노스럽 F-5 타이거2 기종이었다.
- 육군 헬리콥터 모델은 UH-1 이로쿼이 기종이었다.

## 참고 사항
- 극 중 우미숙 역을 맡았던 개그우먼 이경실은 해당 드라마를 통해 처음으로 연속극에 출연했다.
- 특정 항공사의 지나친 간접광고로 인해 방송위원회(현 방송통신심의위원회)로부터 시청자에 대한 사과 조치 명령을 받았다.[5]
- 해당 드라마에서는 MBC 성우극회 소속 성우들이 출연하였다.

## 같이 보기
- 창공 - 1995
- 에어시티 - 2007
- 부탁해요 캡틴 - 2012